# Solymár megállóhely
Solymár megállóhely a MÁV megálló-rakodóhelye a Pest vármegyei Solymár nagyközségben, a MÁV 2-es számú (Budapest–Esztergom) vasútvonalán. 2015-ig négy fővágányú vasútállomás volt, amiből kettő átmenő fővágány volt, a vágánytengely-ugratás miatt. Helyközi és helyi buszjáratok egyaránt érintik, a megállójuk változatlanul a Solymár, vasútállomás nevet viseli.
Közúti megközelíthetőségét a község északi határában elhaladó 10-es főút és a településközpont (az 1107-es út) felől egyaránt a 11 106-os számú bekötőút (Vasút utca), újabban a 11 302-es út biztosítja.

## Leírása

### Vágányhálózat
Az állomás 1895-ben eredetileg négyvágányosként épült, az akkor még egyvágányos vonalszakaszon, az átmenő fővágány az állomásépülettől számított harmadik és negyedik vágány volt. Pontosabban nem volt átmenő fővágánynak nevezhető vágánya, mivel a pilisvörösvári (esztergomi) végén a harmadik, míg az óbudai (Nyugati pályaudvar felőli) végén a negyedik vágányra, illetve vágányról lehetett egyenes állású váltókon keresztül be- és kijárni. Az első vágányon kapott helyet a hídmérleg és mellette a rakodó, a második vágány alkalomszerűen teherforgalmi, rakodási, illetve tárolási célokat szolgált, az utasforgalom és a vonatkereszt (a személyvonatok találkozása) pedig szinte kivétel nélkül a harmadik és negyedik vágányokon bonyolódott.
A vasútvonal 2012–2015 közti átépítésének eredményeként ezen a szakaszon a vágányok száma kettőre nőtt (a H5-ös HÉV és a Szentendrei út felüljárója és Pilisvörösvár vasútállomás között), viszont a solymári állomás vágányainak száma is ugyanennyire csökkent, miután a rakodási és tárolási célra fenntartott – ám már csak egészen elvétve használt – vágányokat elbontották. Ugyanakkor az állomás utasforgalmi területén kívül, a keleti (kezdőpont felőli, óbudai) kijárat közelében meghagytak egy rövid, leágazó rakodóvágányt a Solymár II. téglagyár egykori rakodórámpája mellett. Így lényegében az egykori állomásból megállóhely (pontosabban megálló-rakodóhely) lett. Ugyanakkor meghagytak két kitérőt, illetve a be- és kijárati jelzőket is.
A felújítás során az állomási peronokat az utasvédelem miatt egymástól eltolva képezték ki, úgy, hogy az utasok nemcsak az állomásépület melletti első vágány, de a második vágány peronját is lépcsőzés nélkül, szintbeli átjárón közelíthetik meg, amely átjárót így csak az induló vonatok keresztezik. A felújítást követő újbóli forgalomba helyezést (2015. augusztus 20.) követően a vasútállomás hivatalosan megálló-rakodóhellyé minősült vissza.

### Az állomásépület
Az állomásépület az 1890-es évek vasúti építményeinek jellegzetes példája, az akkori helyiérdekű vasutak kiszolgáló épületeinek tervezési szabványa alapján épült. Az egyemeletes, személypénztárt, várótermet, az emeleten két szolgálati lakást és különféle szolgálati helyiségeket is magában foglaló épület korábban (főleg az 1980-as években) több kosztümös film forgatásához is szolgált helyszínül.
A vasútvonal 2012-2015-ös átépítése során az állomásépületet is teljesen felújították, melynek során – az építmény külső megjelenését illetően – az eredeti, 1895-ös állapot visszaállítását tűzték ki célul. Ugyanakkor megszüntették a két szolgálati lakást, az élő munkaerővel működő személypénztárat, sőt a forgalmi irodát is, a vonalszakasz forgalomba helyezését követően az állomás teljes vezérlése automatizált lett.

#### A vasútállomás kitelepítési emlékműve

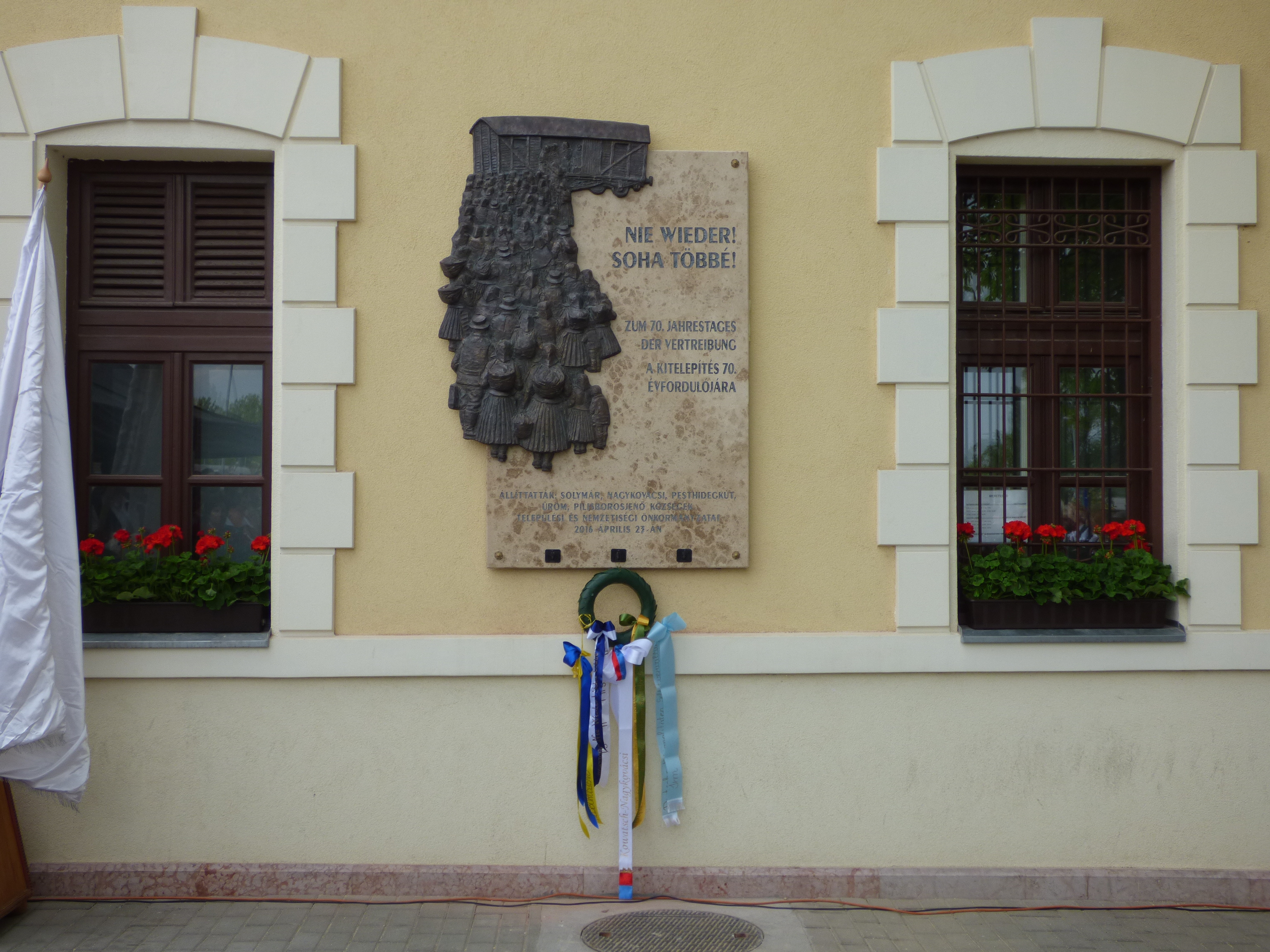
A kitelepítési emléktábla az avatása után

Az állomásépület keleti homlokzatán 2016. április 23-án emléktáblát avattak a környék településein élt német nemzetiségű lakosság többségét érintő kitelepítés 70. évfordulója alkalmából. A helyszínválasztást az indokolta, hogy Solymáron kívül négy másik környékbeli település, Nagykovácsi, Pesthidegkút, Pilisborosjenő és Üröm kitelepítésre kijelölt sváb lakosait is a solymári vasútállomáson rakták vagonokra, amelyek aztán Németországba szállították őket; ennek megfelelően az emléktábla avatása is az öt érintett település összefogásával valósult meg. Az emlékmű részét képező bronz dombormű Kovács Jenő szobrászművész alkotása.

## Kihasználtsága
A solymári vasútállomás a település történelmi központjától viszonylag nagy távolságra épült meg, ezért jobbára kis utasforgalmat bonyolított; a vasúti közlekedés főként az 1990-es években megindított fejlesztések eredményeként kezdett népszerűvé válni az itt élők körében. Ehhez hozzájárult, hogy a 10-es út állandósuló zsúfoltsága miatt vonaton (legalábbis egyes napszakokban) lényegesebben rövidebb idő alatt lehetett bejutni a községből Budapestre, mint amennyi az autóval vagy sárga busszal történő utazás időtartama volt.
Vélhetően hozzájárult a vasútállomás kihasználtságának növekedéséhez az is, hogy a 64-es busz útvonalát – amelynek külső végpontja korábban Solymár főtere volt – 2012. augusztusától meghosszabbították a solymári Auchan áruházig, így kék busszal is elérhetővé vált a település központjából (sőt Hűvösvölgyből és Pesthidegkútról is) a solymári vasútállomás. Az állomás forgalmának kisebb mérvű, leginkább hétvégi napokat érintő növekedését eredményezhették – a 2015 augusztusi, újbóli forgalomba helyezést követően – a település önkormányzatának az állomás környékét érintő turisztikai fejlesztései (a solymári vár felújítása, a várdomb lábánál új kulcsos turistaház létesítése, stb.) is.

## Megközelítés tömegközlekedéssel
- Budapesti busz:  64, 64B, 164B
- Helyközi buszok:  830, 831, 832

## Forgalom
| Járat | Útvonal | Gyakoriság                                                  |
| ----- | --- | ----------------------------------------------------------- |
| S72   | Budapest-Nyugati – Rákosrendező – Angyalföld – Újpest – Aquincum – Óbuda – Aranyvölgy – Üröm – Solymár – Szélhegy – Vörösvárbánya – Pilisvörösvár – Szabadságliget – Klotildliget – Piliscsaba – Magdolnavölgy – Pilisjászfalu – Piliscsév – Leányvár – Dorog – Esztergom-Kertváros – Esztergom | Hajnalban 30 percenként, késő este óránként                 |
| S72   | Budapest-Nyugati – (Rákosrendező →) Angyalföld – Újpest – Aquincum – Óbuda – Aranyvölgy – Üröm – Solymár – Szélhegy – Vörösvárbánya – Pilisvörösvár – Szabadságliget – Klotildliget – Piliscsaba                                                                                                | Munkanapokon reggel 3 Budapest felé, este 2 Piliscsaba felé |
| S76   | Rákos – Újpalota – Angyalföld – Újpest – Aquincum – (Óbuda) – Aranyvölgy – (Üröm) – Solymár – Szélhegy – Vörösvárbánya – Pilisvörösvár – Szabadságliget – Klotildliget – Piliscsaba | Munkanapokon félóránként, hétvégén óránként                 |
| Z72   | Budapest-Nyugati – Angyalföld – Újpest – Aquincum – Solymár – Pilisvörösvár – Piliscsaba (– Magdolnavölgy) – Pilisjászfalu – Piliscsév – Leányvár – Dorog – Esztergom-Kertváros – Esztergom | Hétköznap óránként                                          |
| Z72   | Budapest-Nyugati → Angyalföld → Újpest → Aquincum → Aranyvölgy → Solymár → Pilisvörösvár → Piliscsaba → Pilisjászfalu → Piliscsév → Leányvár → Dorog → Esztergom-Kertváros → Esztergom | Hétköznap reggel 1 Esztergom felé                           |
| Z72   | Budapest-Nyugati – Rákosrendező (– Vasútmúzeum) – Angyalföld – Újpest – Aquincum – Solymár – Pilisvörösvár – Piliscsaba (– Magdolnavölgy) – Pilisjászfalu – Piliscsév – Leányvár – Dorog – Esztergom-Kertváros – Esztergom                                                                      | Hétvégén óránként                                           |

## Látnivalók a környéken
- Solymári vár
- Jegenye-völgy
- Jegenye-völgyi vízesés